# 雷根斯堡石桥

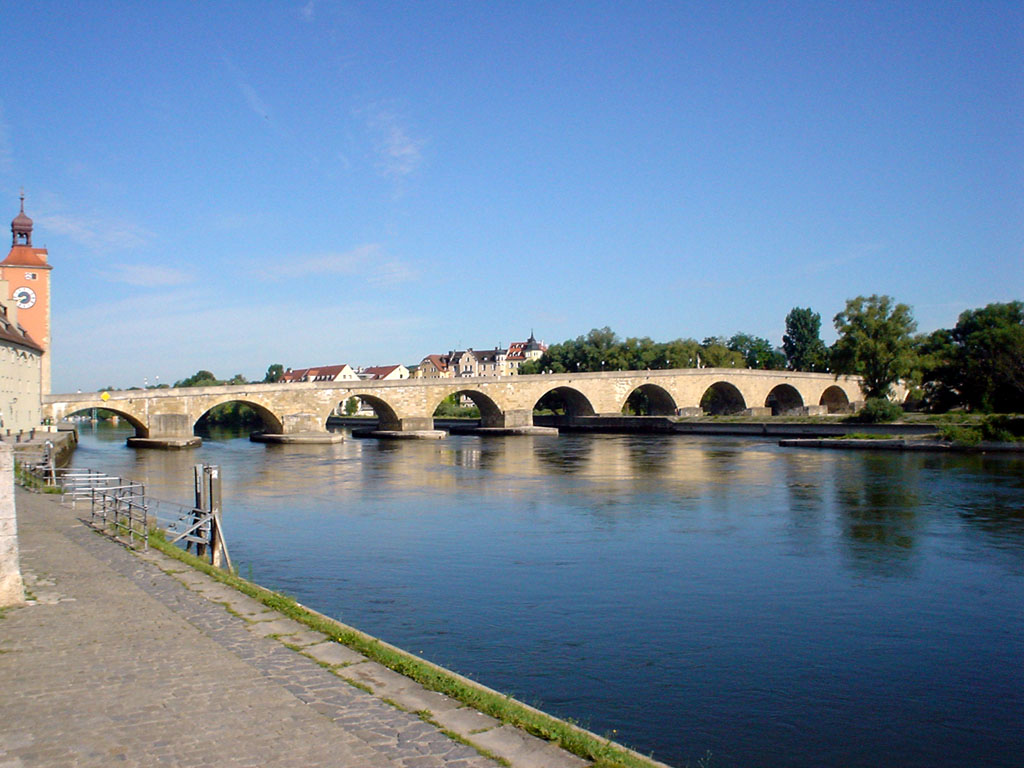
雷根斯堡石桥

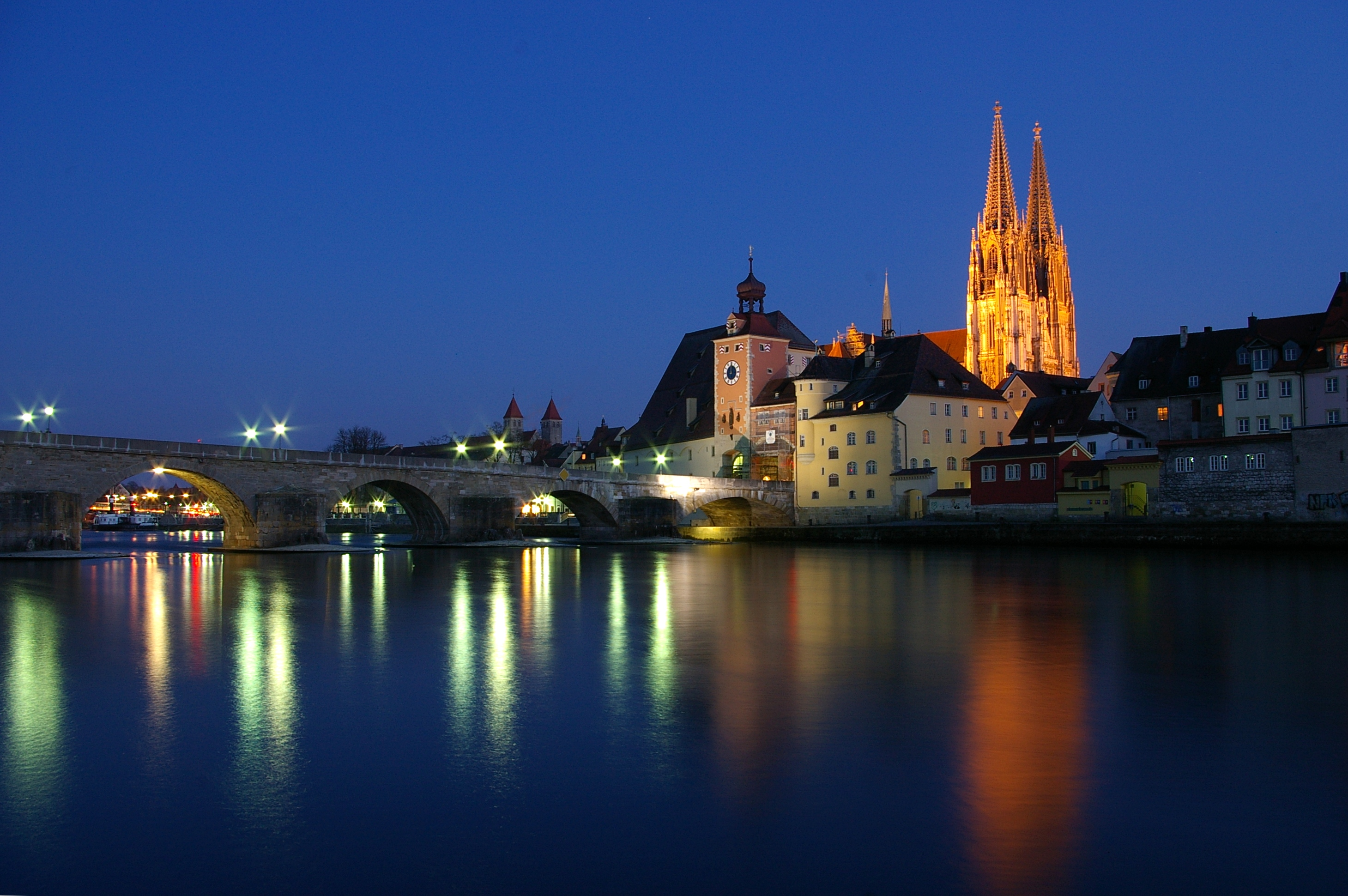
石桥与城门

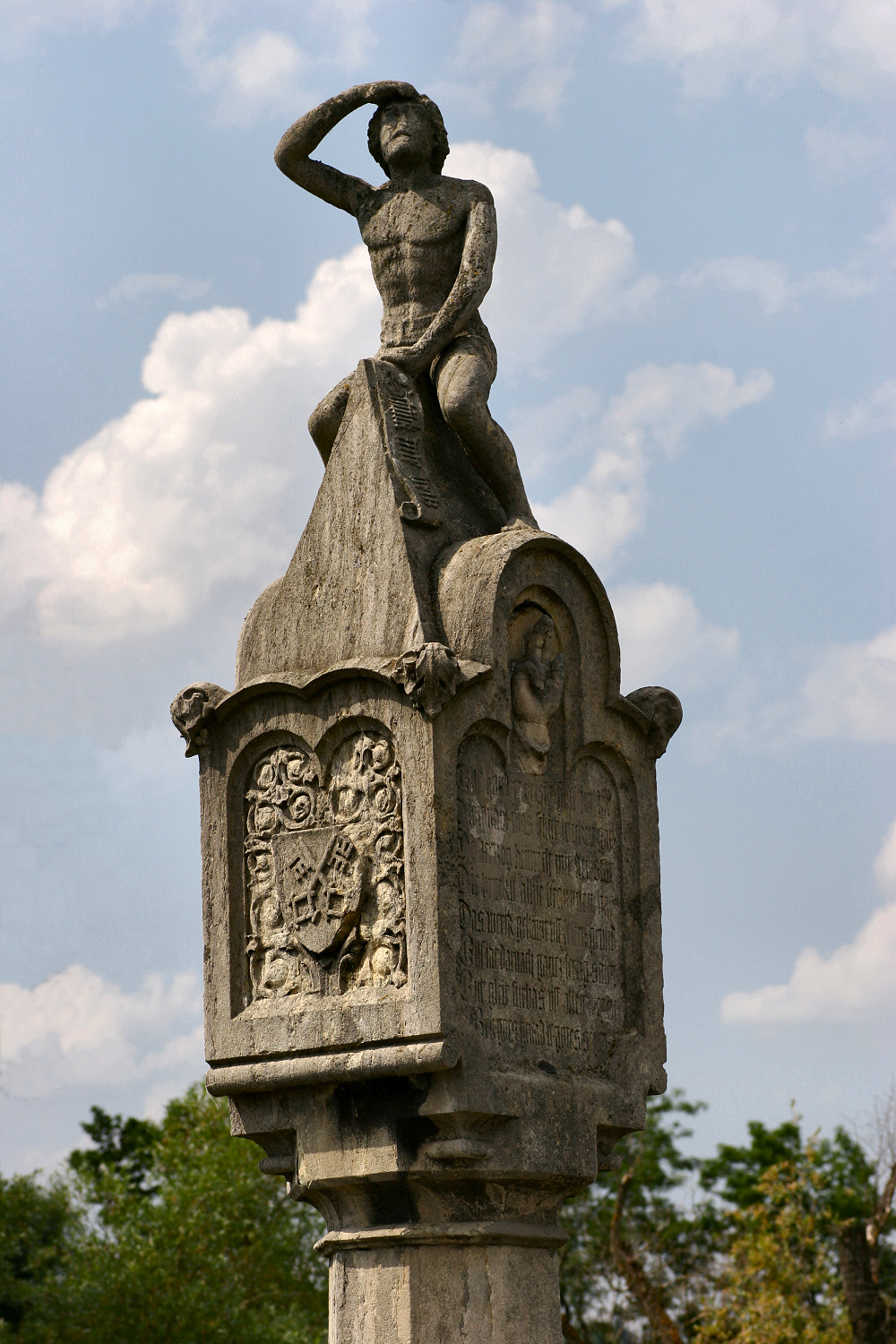
Bruckmandl

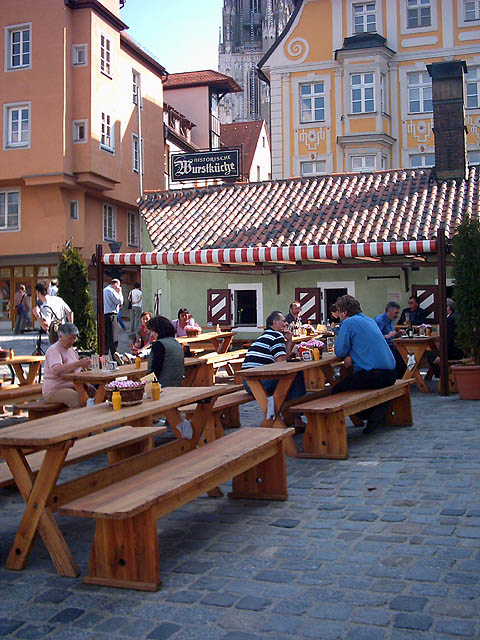
Historische Wurstküche

雷根斯堡石桥 (德语：Steinerne Brücke) 是德国南部巴伐利亚州雷根斯堡的一座中世纪石拱桥，跨越多瑙河。它是除了主教座堂之外，雷根斯堡最有名的地标。自2006年7月13日起被联合国教科文组织列为世界遗产雷根斯堡历史中心的一部分。

## 历史
这座桥的兴建花费了11年的时间，最有可能是从1135年至1146年。它的设计者的灵感很可能是来自多瑙河下游罗马帝国的图拉真桥。在过去的800多年，这是雷根斯堡多瑙河上唯一的桥梁。在十二至十三世纪，这座桥曾作为许多其他桥梁的模式，例如布拉格伏尔塔瓦河上的犹滴桥（查理大桥的前身），德累斯顿的易北河大桥、伦敦的泰晤士河大桥，以及阿维尼翁的罗纳河大桥。

## 建筑
| 长   |  | 336           | 米             |
| 宽   |  | 8             | 米             |
| 高   |  | 15            | 米             |
| 桥拱 |  | 16            | （仍可见15个） |
| 跨度 |  | 10,45 – 16,60 | 米             |
| 重量 |  | 100.000       | 吨             |

曾有三座桥塔保护该桥，但是目前幸存的只有位于南侧的一座。二十世纪初，铺设了电车轨道。1945年4月23日，纳粹炸毁，以延缓美国占领该市。
大桥的北部曾是巴伐利亚公国和雷根斯堡自由市之间的边境。
在桥的中间有一尊雕像Bruckmandl，一个年轻的男人望着老城，象征雷根斯堡自由市从主教统治下获得独立。根据传说，雕像描绘了大桥的主要建设者。从1446年起，原雕像陈列在雷根斯堡市历史博物馆，安放在桥上的是1854年的复制品。

## 传说
传说石桥的修建者和主教座堂的修建者一起开始施工。由于主教座堂的修建速度比石桥更快，它的建造者与魔鬼达成了协议。作为回报，魔鬼要得到最早经过桥梁的三个灵魂。此后石桥的建造顺利进行，完工时间大大领先于主教座堂。当魔鬼要求得到报偿时，聪明的建设者让一只公鸡，一只母鸡被一条狗追赶着先过了桥。愤怒的魔鬼企图破坏建筑，但未能成功。根据传说，在桥上还可见到魔鬼攻击的痕迹。
但在现实中，大桥完成于1146年 - 远早于主教座堂，后者在1273年才开始建设。

## 石桥地区
在桥的南端，原来是服务于修建桥梁者的厨房Historische Wurstküche，现在是一个传统餐厅。